# Дамвил
Дамвил (фр. Damville) насеље је и општина у северној Француској у региону Горња Нормандија, у департману Ер која припада префектури Евре.
По подацима из 2011. године у општини је живело 1970 становника, а густина насељености је износила 167,8 становника/km². Општина се простире на површини од 11,74 km². Налази се на средњој надморској висини од 145 метара (максималној 164 m, а минималној 130 m).

## Демографија
| 1962. | 1968. | 1975. | 1982. | 1990. | 2011. |
| ----- | ----- | ----- | ----- | ----- | ----- |
| 1.141 | 1.189 | 1.345 | 1.666 | 1.897 | 1.970 |

График промене броја становника у току последњих година